# André Gobert
Henry Maurice André Gobert (ur. 30 września 1890 w Paryżu, zm. 6 grudnia 1951 tamże) – francuski tenisista.

## Kariera tenisowa
W grze pojedynczej Gobert wygrał dwa razy, w 1911 i 1920 roku, mistrzostwa Francji (obecnie French Open), które wówczas miały charakter krajowy i nie należały do cyklu wielkoszlemowego. Dwukrotnie był również w finale zawodów, w 1912 i 1921 roku. W 1912 roku Francuz osiągnął finał turnieju pretendentów (All Comers) na Wimbledonie.
W grze podwójnej Gobert w 1921 roku został triumfatorem mistrzostw Francji, a dokonał tego z Williamem Laurentzem. W 1911 roku zwyciężył na Wimbledonie, w parze z Maxem Décugisem. Para Décugis–Gobert stała się pierwszym francuskim deblem, która odniosła zwycięstwo w londyńskiej imprezie. Rok później przegrali mecz o obronę tytułu.
W 1912 roku Gobert zdobył dwa złote medale w igrzyskach olimpijskich w Sztokholmie. Pierwszy medal wywalczył w grze pojedynczej w hali, a drugi w grze podwójnej w hali, wspólnie z Maurice’em Germotem.
W 1912, 1913, 1919, 1920 i 1922 roku Gobert reprezentował Francję w Pucharze Davisa. Zagrał łącznie w 13 meczach, z których w 3 zwyciężył.

### Finały w turniejach wielkoszlemowych

#### Gra podwójna (1–1)
| Końcowy wynik | Nr | Data | Turniej           | Nawierzchnia | Partner     | Przeciwnicy                         | Wynik finału            |
| ------------- | -- | ---- | ----------------- | ------------ | ----------- | ----------------------------------- | ----------------------- |
| Zwycięzca     | 1. | 1911 | Wimbledon, Londyn | Trawiasta    | Max Décugis | Josiah Ritchie Anthony Wilding      | 9:7, 5:7, 6:3, 2:6, 6:2 |
| Finalista     | 1. | 1912 | Wimbledon, Londyn | Trawiasta    | Max Décugis | Charles Dixon Herbert Roper Barrett | 6:3, 3:6, 4:6, 5:7      |